# Tycho (músico)
Scott Hansen, profissionalmente conhecido como Tycho, é um músico e produtor Americano tendo como estilo musical o chillwave, também conhecido como ISO50 no seu trabalho de fotografia e design. Tycho faz parte e lança atualmente a partir da gravadora Ghostly International, mas também pela Merck Records e Gammaphone Records. 
Até a data, Tycho lançou cinco álbuns de estúdio - Sunrise Projector (2004), Past is Prologue (2006), Dive (2011), Awake (2014) e Epoch (2016) - e dois EPs - The Science of Patterns (2002/2007), Fragments / Ascension (2013).

## Membros de Turnê
Atualmente apresentações de Tycho possui a inclusão de uma banda.
- Scott Hansen - Sintetizadores, Violão, Artes, Programador
- Zac Brown - Baixo, Violão
- Rory O'Connor - Baterias

## Discografia

### Álbuns
- Sunrise Projector (2004, Gammaphone Records)
- Past is Prologue (2006, Merck Records)
- Dive (2011, Ghostly International)
- Awake (2014, Ghostly International)
- Epoch (2016, Ghostly International)
- Weather (2019, Ghostly International)

### EPs
- The Science of Patterns (2002/2007, independent/Gammaphone relançamento)
- Fragments / Ascension (2013, Ghostly International, com Thievery Corporation)

### Singles
- "Past is Prologue" 12" sampler (2006, Merck Records)[3]
- "Adrift/From Home" (2008, Ghostly International)
- "The Daydream/The Disconnect" (2007, Ghostly International)
- "Coastal Brake" (2009, Ghostly International)
- "Hours" (2011, Ghostly International)
- "Dive (Radio Edit)" (2011, Ghostly International)
- "Dive" (2012, Ghostly International)
- "Awake" (2013, Ghostly International)

### Remixes
- Little Dragon - "Little Man" (Tycho Remix)[4]
- Ulrich Schnauss - "I Take Comfort In Your Ignorance" (Tycho Remix)[4]
- Thievery Corporation - "Fragments" (Tycho Remix)[5]
- Spoon - "Inside Out" (Tycho Remix)[6]

## Ligações Externas
- Site Oficial
- Gravadora
- Review da "SPIN" sobre 'DIVE'
- Wired Tours Tycho Studio